# 문경 개성고씨 양경공파 문중 전적 및 고문서
문경 개성고씨 양경공파 문중 전적 및 고문서(聞慶 開城高氏 良敬公派 門中 典籍 및 古文書)는 대한민국 경상북도 문경시에 있는 전적 및 고문서이다. 2017년 1월 5일 경상북도의 유형문화재 제500호로 지정되었다.

## 지정사유
이번에 문화재로 신청된 자료는 문경 개성고씨 양경공파 문중에 소장되어 있는 전적 및 고문서이다. 이 가운데 문화재적 지정 가치가 있는 자료는 5종 5책의 전적과 2종 28매의 고문서이다.

### 거가필용사류전집
『거가필용사류전집(居家必用事類全集), 丙集』(1책)은 사대부의 일상생활에 필요한 각종 생활지식을 기록한 가정백과서 성격의 책이다. 본서는 전체 10권 가운데 영본(零本)으로서 명대(明代)의 간본이다.

### 후산시주
『후산시주(后山詩註), 권5∼8』(1책)는 진사도(陳師道)의 시집을 남송의 임연(任淵)이 주석한 시집이다. 본서는 16세기말 인출되었을 것으로 추정되는데 전래본이 드물다.

### 래부사례
『래부사례(萊府事例)』(1책)는 동래부 관할 기관의 일반현황과 재정운영 내역으로서 정조 연간에 작성된 것으로 추정되며, 18세기 후반 동래부의 현황을 알 수 있는 중요한 자료이다.

### 향약집성방
『향약집성방(鄕藥集成方), 권43∼46』(1책)은 여러 의약 관계 서적을 참고해서 편찬한 약학서이다. 본서는 17세기 초에 훈련도감에서 조성한 목활자로 인출되었는데 약간의 훼손이 있으나 전반적으로 양호한 편이며, 조선시대 의학의 변천과정을 알 수 있는 귀중한 자료이다.

### 이륜행실도
『이륜행실도(二倫行實圖)』(1책)는 이륜(二倫)을 권장하기 위해 48명의 행적을 뽑아 수록한 책이다. 본서는 16세기 간본으로 추정되며 사회사·서지학·미술사 연구에 중요한 자료이다.

### 고세렴팔자녀화회문기
아울러, 고문서 「고세렴팔자녀화회문기(高世廉八子女和會文記)」(1매)는 18세기 초의 분재기이지만 봉사(奉祀)분을 앞머리에 별도로 하고 아들과 딸 구별 없이 출생순으로 기록하고 있어 조선전기의 특징이 반영된 마지막 시기의 분재기로서 의미가 있다.

### 소지
「소지(所志)」(27매)는 1792년(정조 16)부터 1880년(고종 17)까지 신씨집안 및 전씨집안과의 분묘와 송추 문제로 수령 또는 관찰사에게 올려 제음(題音)을 받은 문서이다.

## 의의
따라서 이상 문경 개성고씨 양경공파 문중의 전적 5종 5책과 고문서 2종 28매를 유형문화재로 지정한다.

## 지정 내역
| 일련번호        | 명칭                                       | 재료     | 구조·형식 ·형태 | 규격(cm)     | 수량     | 기타 특징                      |
| --------------- | ------------------------------------------ | -------- | --------------- | ------------ | -------- | ------------------------------ |
| 有形 文化財 493 | 聞慶 開城高氏 良敬公派 門中 典籍 및 古文書 | 5冊 28枚 | 5冊 28枚        | 5冊 28枚     | 5冊 28枚 | 5冊 28枚                       |
| -1)             | 居家必用事類全集 丙集                      | 紙       | 明版本          | 29.7×18.3cm  | 1冊      | 明代 간본                      |
| -2)             | 后山詩註 卷5∼8                             | 紙       | 木版本          | 22.6×15.9cm  | 1冊      | 16세기말 인출 추정             |
| -3)             | 萊府事例                                   | 紙       | 寫本            | 22.8×340.0cm | 1冊      | 정조년간 작성 추정             |
| -4)             | 鄕藥集成方 卷43∼46                         | 紙       | 木活字本        | 23.6×15.9cm  | 1冊      | 17세기초 訓鍊都監字            |
| -5)             | 二倫行實圖                                 | 紙       | 木版本          | 30.4×21.8cm  | 1冊      | 16세기 간본 추정               |
| -6)             | 高世廉八子女和會文記                       | 紙       | 寫本            | 122.6×51.0cm | 1枚      | 18세기초                       |
| -7)             | 所志                                       | 紙       | 寫本            | 122.6×51.0cm | 27枚     | 1792년(정조16)∼ 1880년(고종17) |

## 참고 문헌
- 문경 개성고씨 양경공파 문중 전적 및 고문서 - 국가유산청 국가유산포털